# Velvet Buzzsaw
Velvet Buzzsaw è un film del 2019 diretto da Dan Gilroy. 
Il film, di genere commedia satirica/horror, è stato presentato in anteprima mondiale al Sundance Film Festival del 2019.
Fanno parte del cast Jake Gyllenhaal, Rene Russo, Toni Collette e John Malkovich. 

## Trama
A Miami Beach, il critico d'arte Morf Vandewalt frequenta una mostra d'arte insieme alla sua amica, Josephina, che lavora per Rhodora Haze, proprietaria della Haze Gallery e precedentemente membro del gruppo rock Velvet Buzzsaw.
Morf è insoddisfatto della propria vita sentimentale con il suo ragazzo, e così inizia una relazione sessuale con Josephina. Tornata a Los Angeles, Josephina trova centinaia di dipinti appartenuti a un anziano inquilino del suo palazzo, Vetril Dease, morto in totale solitudine. Ignorando le istruzioni lasciate dall'anziano artista di distruggere i suoi lavori, Josephina ruba i dipinti per mostrarli a Morf e Rhodora, che rimangono affascinati da Dease; Rhodora decide quindi di esporre alcuni dei pezzi nella sua galleria. Anche l'amica curatrice d'arte di Morf, Gretchen, e uno degli ex artisti della Haze Gallery, Piers, sono ugualmente innamorati del lavoro di Dease. La mostra alla Haze Gallery dei dipinti di Dease è un successo immediato.
Morf inizia a svolgere ricerche su Dease per scrivere un libro sulla vita e le opere dell'artista, contando in un successo editoriale. Scopre che Dease aveva sofferto un'infanzia travagliata e violenta, durante la quale aveva provocato l'omicidio del padre per la sua crescente malattia mentale, ritratta poi nei dipinti. Nel frattempo Rhodora, per assicurare la rarità e quindi il prezzo elevato dei dipinti, ordina al suo gallerista, Bryson, di trasportare di nascosto metà delle opere di Dease in un deposito. Mentre esegue il lavoro però Bryson è spinto dalla curiosità e, aperta una cassa e ammirati i dipinti, decide di conservarne uno per sé. Durante il viaggio verso il deposito l'uomo si ustiona a causa di una sigaretta da lui gettata sul dipinto, che prenderà poi fuoco. Entrato in una stazione di servizio misteriosamente illuminatasi nella notte, l'uomo viene attaccato da delle scimmie rappresentate in un quadro che prendono misteriosamente vita. Bryson scompare e così le opere d'arte.
Jon Dondon, proprietario di una galleria d'arte rivale, assume Coco, ex-assistente di Rhodora dalla quale Dondon aveva ricavato numerose informazioni su Dease. Prima di riuscire a rivelare alcunché alla stampa, Dondon muore assassinato da una misteriosa mano che lo uccide di notte nella sua galleria, impiccandolo alla sua stessa sciarpa. Coco trova il corpo la mattina seguente. La notte dopo il funerale, mentre Morf sta facendo l'amore con Josephina, nota che una mano in un dipinto di Dease si muove, causandogli ansia e paura.
Nel frattempo, il rapporto di Morf con Josephina si va sempre più indebolendo a causa di Gretchen che dice alla donna che a Morf interessa ancora Ed, il suo ex-ragazzo. Inoltre, Gretchen rivela a Morf che Josephina sta iniziando una relazione con l'ultimo cliente di Rhodora, Damrish, conosciuto al funerale di Dondon. Intanto Gretchen, dopo aver negoziato l'esposizione di alcuni dei dipinti di Dease in cambio di un'installazione interattiva chiamata Sphere, viene uccisa proprio da quest'ultima opera, infilando la mano in uno dei buchi interattivi, morendo con il braccio mozzato. La mattina seguente i visitatori scambiano il cadavere come parte dell'opera d'arte, fino a quando Coco (che sarà destinata a trovare tutti i morti del film ad eccezione dell'ultimo), non capisce cosa è accaduto al suo nuovo datore di lavoro. nonostante la morte di Gretchen nella galleria, c'è un enorme picco di interesse per la mostra di Dease. Morf, lasciatosi con Josephina, fa una macabra scoperta: Dease ha usato il suo sangue come base per pitturare tutte le sue opere.
Lo stato mentale di Morf inizia a peggiorare a causa di forti allucinazioni visive e sonore. Dopo aver capito che dietro questo suo squilibrio ci sono le opere di Dease, il critico tenta di convincere Rhodora di smettere di vendere le opere dell'artista, che in passato aveva lasciato severe istruzioni riguardo alla distruzione dei suoi dipinti. Fallito nel suo intento, Morf decide di scrivere un articolo per distruggere il valore artistico delle opere di Dease, ben sapendo che, vista la fama dell'artista, tale recensione lo abbatterà professionalmente. Morf, intenzionato a partire, assume Coco come assistente per disporre delle sue opere d'arte, scoprendo dalla ragazza che Ed era stato pagato da Rhodora per mostrarle le sue recensioni prima che uscissero, dando modo alla donna di comprare le opere che sarebbero cresciute di valore.
Dopo aver rotto con Damrish, deciso a non esporre più i suoi pezzi nella prestigiosa galleria di Rhodora, Josephina si trova trasportata misteriosamente in una galleria creatasi da un graffito dietro di lei. Proprio i dipinti soprannaturali di questa galleria, composti da graffiti, si sciolgono in mille colori e annegano dall'interno la donna mentre questa parla con Rhodora, scampata alla morte per lo schianto di un'opera d'arte nel giardino della sua casa. Quando il giorno dopo un carro attrezzi ritira l'auto di Josephine, si scopre che il suo corpo è stato inglobato in un graffito, dove precedentemente c'era l'entrata della misteriosa galleria d'arte.
Intanto Morf raggiunge il suo garage per disporre delle opere d'arte di Dease, ma viene attaccato da Hoboman, un pezzo d'arte robotica raffigurante un senzatetto con due stampelle che Morf aveva stroncato giorni prima. L'automa intrappola Morf, per poi spezzargli il collo.
Rhodora è sconcertata per le morti, comprendendo che dietro a tutte queste macabre uccisioni ci sono le opere d'arte di Dease. Decide quindi di rimuovere tutte le opere d'arte da casa sua per potersi salvare, ma è troppo tardi. Mentre la donna sta seduta nel suo giardino nella stessa posizione raffigurata da un quadro di Dease, viene uccisa dal suo tatuaggio della band Velvet Buzzsaw, misteriosamente animatosi. Mentre Coco si dirige verso l'aeroporto in taxi, un uomo in strada sta vendendo alcuni dipinti di Dease. 
In chiusura Piers, uno degli artisti del film, trasferitosi nella sua casa al mare, disegna linee curve e cerchi sulla sabbia con un bastone, mentre le onde cancellano progressivamente i suoi disegni.

## Produzione
Dan Gilroy ha concepito il progetto dopo che Superman Lives venne bruscamente cancellato perché la Warner Bros. non era disposta a produrlo a causa dell'alto budget. Sentiva di aver sprecato un anno e mezzo nel film, ma alla fine ha fatto pace con questa idea mentre era seduto in spiaggia. Un momento che ha ispirato la scena finale del film. Nel giugno 2017, è stato annunciato che Jake Gyllenhaal e Rene Russo erano stati scritturati nel nuovo film senza titolo di Gilroy, regista e autore della sceneggiatura. Jennifer Fox avrebbe preso parte come produttore e Netflix avrebbe prodotto e distribuito il film.
Nel gennaio 2018 venne annunciato che il titolo definitivo sarebbe stato Velvet Buzzsaw. Nel marzo 2018, Zawe Ashton, Natalia Dyer, Tom Sturridge, Daveed Diggs, Toni Collette, John Malkovich e Billy Magnussen si unirono al cast del film.
Le riprese inizirono il 5 marzo 2018 a Los Angeles, in California.
Marco Beltrami e Buck Sanders hanno composto la colonna sonora del film, sostituendo il collaboratore abituale di Gilroy James Newton Howard.

## Distribuzione
Il film è stato presentato in anteprima al Sundance Film Festival 2019 il 27 gennaio e distribuito attraverso Netflix dal 1º febbraio 2019.

## Accoglienza
Il sito di aggregazione di recensioni Rotten Tomatoes dopo 193 recensioni riportava un indice di gradimento del 61%. Il giudizio critico del sito recita: "Se stai cercando solo una satira del mondo dell'arte con sfumature horror, quest'anno (o anche per altri anni) potrebbe essere Velvet Buzzsaw.". Su Metacritic, il film ha un punteggio medio ponderato, dopo 29 giudizi, di 61 su 100, rientrando così nelle "recensioni generalmente favorevoli".
Brian Tallerico di RogerEbert.com ha dato al film 2,5 su 4 stelle, scrivendo: "È un film selvaggiamente incoerente, a volte deludentemente goffo e superficiale come il mondo che sta deridendo, ma è anche un lavoro ambizioso con immagini indimenticabili e un buon ensemble".  Emily Yoshida di Vulture ha scritto: "Lo sceneggiatore e regista Dan Gilroy sta attingendo allo stesso pozzo di un'America amara e moralmente compromessa che ha usato per Lo sciacallo - Nightcrawler del 2014, ma Velvet Buzzsaw, scintillante e inondato dal sole al contrario di Lo sciacallo - Nightcrawler|Nightcrawler che è dark, è ancora più di un'invettiva ed è ancor più accentuato dal punto di vista operistico."  Peter Debruge di Variety lo ha definito "il film più cinico di Gilroy, con la maggior parte del veleno concentrato nel personaggio del critico". David Ehrlich di IndieWire ha dato al film un voto pari a C, scrivendo: "Il film di Gilroy doveva essere migliore del 60% o peggiore del 20% per poter trascendere l'indimenticabile stupidità della sua esistenza, ma potrebbe resistere alla prova del tempo come un monumento duraturo all'idea che il nostro gusto personale è l'unica cosa reale che abbiamo mai avuto."